# Linden Township (Iowa)
Pour les articles homonymes, voir Linden Township.
Linden Township est un township, du comté de Winnebago en Iowa, aux États-Unis. Il est fondé en 1880.

## Source de la traduction
- (en) Cet article est partiellement ou en totalité issu de l’article de Wikipédia en anglais intitulé « Linden Township, Winnebago County, Iowa » (voir la liste des auteurs).